# ドラゴンボールZ2 (PlayStation 2)
『ドラゴンボールZ2』（ドラゴンボールゼットツー、DRAGON BALL Z2）は2004年2月7日に、ディンプス開発バンダイから発売されたPlayStation 2用の対戦格闘ゲームである。『ドラゴンボールZ』のPlayStation 2作品第2弾。

## 概要
新たに起用された「ドラゴンシェーディング」（トゥーンレンダリング）によりグラフィックは原作に近い雰囲気となった。前作では登場しなかった魔人ブウ編のキャラクターを始め、多くのキャラクター達が参戦した。この頃からまたフュージョンやポタラ、吸収と戦闘中の形態変化が多彩となった。
ドラゴンシェーディングを起用した理由として、プロデューサーの内山大輔は「よりDBらしくする方法を探していて、辿り着いたのがトゥーンでした」「当時は海外でも情報が少なく、厳密にはキャラクター3体分のモデルを重ねて表現しているため、通常の3倍の手間とコストがかかったが、誰が見てもこの方が絶対かっこいいので、これ以外の選択肢はありませんでしたね」と話している。
全世界での累計販売本数は2005年4月時点で274万本を記録。

## システム
ほとんどのシステムは前作と同一である。
ここでは変更点のみ記述するため、詳しくはドラゴンボールZ#基本操作とシステムを参照のこと。

### 特殊スキル
必殺技（ボタン入力）
攻撃側・防御側双方のボタン入力によって、攻撃の成功・失敗が決定。攻撃側が防御側と違うボタンを押すことができれば追加ダメージを与えることができる。
必殺技（絶対入力）
攻撃側の左、右スティック入力量によるもの。ゲージをフルにできたら追加攻撃を行うことができる
究極技（ボタン入力量）
攻撃側が表示されたコマンドを入力。失敗すると技が発動しなかったり、自分がダメージを受けたりしてしまう。
究極技（絶対入力量）
攻撃側の左、右スティック入力量によるゲージの量によって、攻撃力が変化する。
究極技（相対入力量）
攻撃側と防御側双方の左、右スティック入力量によるゲージの量によって、攻撃力が変化する。
フュージョン
画面下に表示されたコマンドを入力することにより発動。フュージョンの発動中は気力ゲージが時間ゲージに変わり、フュージョン中は気功波やスキル技の制限がなくなり、使い放題になる。時間ゲージが0になった時ダウンすると変身が解ける（再度フュージョンは可能）。フュージョンの入力を失敗すると弱いキャラに変身してしまう。
ポタラ
攻撃側と防御側が違ったボタンを押すことができれば発動。バトル中一回のみであり、成功すればバトル終了までポタラで合体したキャラクターで戦うことができる。攻撃側と防御側のボタンが同じだった場合はポタラを破壊され、二度と合体できなくなる。
吸収
魔人ブウ（悪）のみの攻撃技。発動すると魔人ブウがランダムでキャラクターを発見し、自分の肉片でを相手を吸収し、その相手のキャラクターの能力を自分のものとする。キャラクターによっては能力がダウンするときもある。

## ゲーム内容
ドラゴンワールド
Z戦士達でドラゴンボールの世界をボードゲーム感覚で楽しむモード。
対戦
- 1P VS Com
- 1P VS 2P
- Com VS 2P
- Com VS Com

天下一武道会
「初級」「中級」「上級」に分かれる。優勝すると特殊スキルや優勝賞金が手に入る。
練習
技などの練習できる。Z2からはキャラクター同士で指導する「修行」が登場。
スキル編集
スキルを買ったり、セットしたりできるモード。シリーズによって登場するキャラが違う。
オプション
難易度、コントローラ配置等の設定ができる。
バビディの宇宙船
特殊な条件で勝負するモード。キリを溜めると、特殊スキルがゲットできる。

## 使用キャラクター
- 孫悟空（声優：野沢雅子）
- 孫悟飯（少年期）（声優：野沢雅子）
- 孫悟飯（青年期）（声優：野沢雅子）
- グレートサイヤマン（声優：野沢雅子）
- 孫悟天（声優：野沢雅子）
- ベジータ（声優：堀川りょう）
- トランクス（青年期）（声優：草尾毅）
- トランクス（幼年期）（声優：草尾毅）
- ピッコロ（声優：古川登志夫）※海外版よりマント姿のコスチュームが追加されている[4]。
- クリリン（声優：田中真弓）
- 天津飯（声優：鈴置洋孝）
- ヤムチャ（声優：古谷徹）
- ビーデル（声優：皆口裕子）
- ミスター・サタン（声優：郷里大輔）
- ラディッツ（声優：千葉繁）
- ナッパ（声優：飯塚昭三）
- リクーム（声優：内海賢二）
- ギニュー（声優：堀秀行）
- フリーザ（声優：中尾隆聖）※本作では最初から最終形態での登場。初期攻撃力が他のキャラよりも高いが、気力が常に減少する仕様となっている。なお、洗脳状態はCPU専用だが、Z2Vでは使用可能。
- ドクター・ゲロ（声優：矢田耕司）
- 人造人間16号（声優：緑川光）
- 人造人間17号（声優：中原茂）
- 人造人間18号（声優：伊藤美紀）
- セル（声優：若本規夫）※本作では最初から完全体での登場。攻撃力・気力についてはフリーザと同じ仕様。また、洗脳状態はCPU専用だが、Z2Vでは使用可能。
- 界王神（声優：三ツ矢雄二）
- ダーブラ（声優：大友龍三郎）
- 魔人ブウ（善）（声優：塩屋浩三）
- 魔人ブウ（悪）（声優：塩屋浩三）
- 魔人ブウ（純粋）（声優：塩屋浩三）
- クウラ（声優：中尾隆聖）※Z2Vのみ登場。音声はフリーザの流用で、クレジットはなし。

### 条件を満たすと登場するキャラクター
- ゴテンクス（声優：野沢雅子＆草尾毅） ※悟天とトランクスがフュージョンで融合をした姿。
- ベジット（声優：野沢雅子＆堀川りょう） ※悟空とベジータがポタラで合体をした姿。
- ゴタン（声優：野沢雅子＆郷里大輔） ※悟空とミスター・サタンがポタラで合体をした姿。
- キビト神（声優：三ツ矢雄二） ※界王神とキビトがポタラで合体をした姿。
- ヤム飯（声優：古谷徹＆鈴置洋孝） ※ヤムチャと天津飯がフュージョンで融合をした姿で、本作のオリジナルキャラクター。
- クリーザ（声優：中尾隆聖） ※フリーザの息子で、『ネコマジン』からのゲスト登場。音声はフリーザの流用で、クレジットはなし。

### CPU専用キャラクター
- 栽培マン（声：沼田祐介）
- セルジュニア（声：鈴置洋孝）

### その他のキャラクター
- リングアナウンサー（声：鈴置洋孝）※天下一武道会モードに登場。
- ブルマ（声：鶴ひろみ）
- キビト（声：青森伸）
- 魔導士バビディ（声：八奈見乗児）
- ナレーション（声：八奈見乗児）

## 主題歌
くすぶるheartに火をつけろ!!
作詞: 森由里子、作曲: 山本健司、歌: 影山ヒロノブ
内山によるとオープニングアニメに関しては、「『DBZ』の世界さながらに、地球を破壊するほどのエネルギーを込めました」と話している。

## 予約特典
「ミニチュアスカウターアクセサリー」

## ドラゴンボールZ2V
『Vジャンプ』2004年3月号、4月号、5月号（合計3回）の企画で抽選で2000名に配布された本作の特別版。最初から全スキルが揃っている、セーブとロード機能が廃止されてメモリーカードは必要としていない、通常版ではCPU専用だった洗脳フリーザと洗脳セルが使用可能、天下一武道会ステージにVジャンプオリジナルの特設リングが追加、そして特別版のみのキャラクターであるクウラ（ただし、音声と技はフリーザの流用）が登場するという通常版とは相違点がある。

## 関連商品
攻略本
- DRAGON BALLZ2 全開ぶっちぎりの超(スーパー)パワー!!!

関連CD
- ドラゴンボールZ & ドラゴンボールZ2 オリジナルサウンドトラック